# 22型フリゲート
22型フリゲート（英語: Type 22 frigates）は、イギリス海軍のフリゲートの艦型。バッチ1～3の3つのサブクラスがあり、それぞれブロードソード級（Broadsword-class）、ボクサー級（Boxer-class）、コーンウォール級（Cornwall-class）と称される。

## 来歴
1964年イギリス総選挙を受けて成立した労働党のハロルド・ウィルソン政権は、1966年度国防白書において、海軍が進めてきたCVA-01級航空母艦の計画中止を決定した。これにより、将来的に海軍から正規空母が消滅することが確実になったことから、第一海軍卿は将来艦隊計画作業部会（FFWP）を設置し、兵力整備コンセプトの抜本的な見直しに着手した。同作業部会での検討は多岐に渡ったが、水上戦闘艦に関しては、大型の嚮導駆逐艦（82型）のかわりに小型のミサイル駆逐艦（のちの42型）の建造が勧告されるとともに、艦隊の基幹兵力として汎用フリゲートの建造が提言された。
これを受けて、国防省艦船総局（Director General Ships, DGS）では、まず漸進策として、輸出用の設計をもとに発展させた21型フリゲートを建造するとともに、自らもフリゲートの設計に着手した。FFWPで検討がなされた時点では、世界的規模での冷戦ないし戦争が考慮されていたが、DGSでの設計段階では、よりNATOでの共同作戦が重視されることとなった。このこともあり、1968年、オランダより共同開発の申し出があり、1969年初頭の段階で、イギリス海軍が20隻、オランダ海軍が12隻を建造する計画となった。しかし後に、個艦防空ミサイルの機種選定を端緒として、船体設計などの要求事項に差異が顕在化し、1970年11月、オランダは計画から撤退した。
1974年2月8日にネームシップが発注されて、1975年2月7日より建造が開始された。5番艦以降は、1978年に採択された駆逐艦・フリゲートの新設計コンセプトに準拠したバッチ2に移行した。またフォークランド紛争の戦没艦の代艦として、更に発展させたバッチ3が追加建造されることになり、1982年12月14日に2隻、1985年6月3日に2隻が発注された。

## 設計
本型の外見上の特徴となっているのが、ブルワークを有し鋭く突出した艦首と、大型の船楼を備えた中央船楼船型である。この艦首については前任者であるリアンダー級の設計が流用されており、これを12%スケールアップしたものとされている。なお水槽実験により、イギリス海軍が求める耐航性を達成するには船体長130メートルが最低限であると判断されたことから、本型の設計もこれに準拠しているが、この船体長の長さは、オランダ海軍の計画脱退の要因の一つとなった（同海軍の当時の造修設備では対応できる施設が限られたため）。
設計にあたっては、21型の反省点が多く反映された。21型では、人員削減が重視された結果として、全ての装備を同時に使用するには人員不足となっていたことから、本型では増員されるとともに、科員居住区の質的改善も図られた。また機関へのアクセスなど、維持・管理を容易にするように配慮されている。
バッチ1では、主機関は、1966年に採択された機関系統化計画（Systematic Machinery Programme, SYMES）にもとづく主機が採用され、巡航機としてロールス・ロイス タインRM1A（単機出力4,100馬力）、高速機としてオリンパスTM3B（単機出力27,300馬力）という2機種のガスタービンエンジンを用いたCOGOG方式となっている。これは先行する21型及び42型と同様の構成であり、船体の大型化に伴って21型よりも1ノット鈍足であったが、42型の速力には対応できた。シーステート5の海況で24ノットの速力を維持できたが、これは本型のソナー有効最大速力でもあった。その後、バッチ2では巡航機を出力増強型のタインRM1C（単機出力5,340馬力）に変更、バッチ2の3番艦「ブレイヴ」（F94）では高速機もスペイSM1A（単機出力18,770馬力）に変更し、4番艦以降は同機種によるCOGAG方式に移行した。
電源としては、パックスマン-バレンタ社製のディーゼルエンジンを原動機とする出力1,000キロワットの発電機を4セット搭載した。

## 装備
本型は、静粛性に優れた対潜艦であると同時に、嚮導艦としても期待されており、充実した指揮統制設備を備えていた。

### C4ISR
戦術情報処理装置としては、バッチ1では21型と同系統のCAAIS（Computer Assisted Action Information System）DBA(5)が搭載された。その後、バッチ2ではCACS 1（Computer-Assisted Combat System）、バッチ3ではCACS 5に更新された。これはフェランティ社によって開発され、1977年に21型搭載のCAAISの代替機として提案されたものであり、イギリス海軍として初めて、電波探知装置やソナーの情報を取り入れる機能を備えていた。また中核となるコンピュータも、CAAISやADAWSでは2基だったのに対し、CACSでは3基に強化された。これらはいずれもリンク 11への連接に対応していた。またこのほか、SCOT衛星通信装置（Satellite Communications Onboard Terminal）も搭載された。
センサーは全面的に刷新されており、目玉とされていたのが2016型ソナーとUAA-1電波探知装置である。ハル・ドームに収容されて搭載された2016型ソナーは、本型のメインセンサーとして位置づけられており、収束帯（CZ）、海底反跳（ボトム・バウンス、BB）による長距離探知に対応して、海況が穏やかであれば探知距離は20,000ヤード (18,000 m)に達すると期待されていた。実用化の遅れのため、初期建造艦は21型と同じ184型を搭載して竣工したが、これらも後に2016型に換装されている。後には、信号処理部の改良により、2050型にアップデートされた。設計の初期段階では長距離探知用の側面アレイ（frank array）の装備も検討されていたが、これは後に曳航ソナーに変更されて、2031Z型として後日装備された。ただし戦術情報処理装置の能力不足のため、バッチ1の艦には搭載されなかった。
UAA-1電波探知装置（ESM）は、当初「アベイ・ヒル」として開発されていたものの実用機である。1960年代の演習の結果、防空では、レーダーよりもむしろ電波探知装置が中核的なセンサーになることが示されたことから、自動化を進めて瞬時周波数計測（IFM）機能などを実装した装置であり、従来の電波探知装置と比して、容積は3分の1、重量は4分の1となっていた。
レーダーとしては、シーウルフ個艦防空ミサイル・システムと連接された967/968型レーダーが搭載された。

### 武器システム

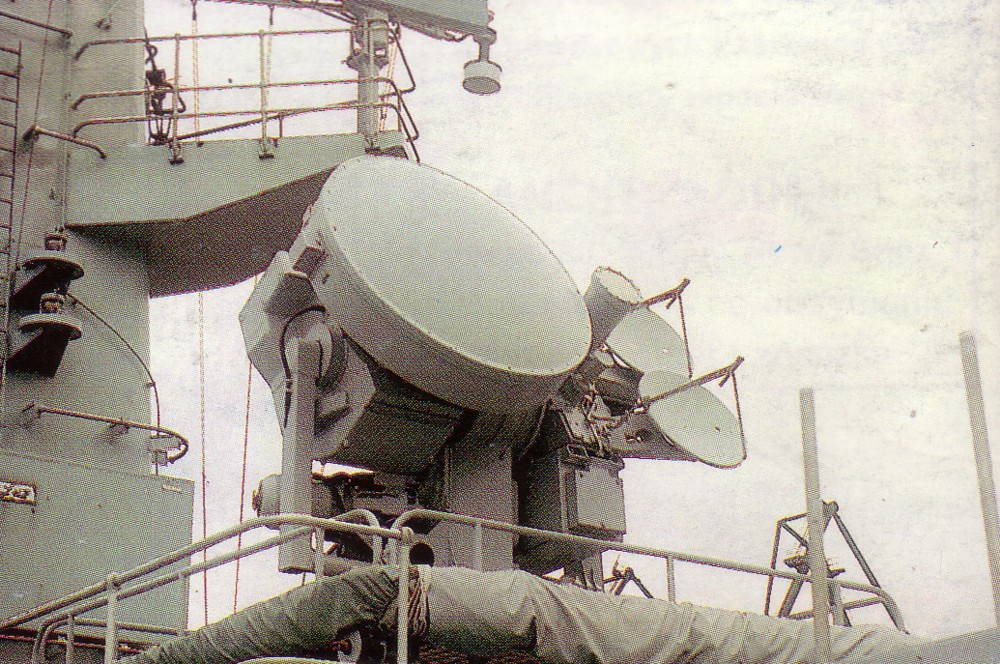
「バトルアクス」搭載の、910型火器管制レーダー

個艦防空ミサイルとしては、新開発のシーウルフGWS.25が搭載された。これはシーキャットの更新用として新規開発された超音速のミサイルであり、個艦防空用には優秀であった一方、横過目標への対処能力は限定的で、後のフォークランド紛争で投入されたような僚艦防空任務を行うためには、脅威目標と防護対象との間に自艦を割りこませる必要があった。火器管制レーダーとしては、当初配備されていたmod.0では910型レーダーが用いられていたが、バッチ2の3番艦「ブレイヴ」（F94）以降では、マルコーニ社の805-SW型レーダーの英海軍仕様である911型レーダーを用いたmod.3に更新され、910型搭載艦も1988年より順次に換装された。
艦対艦ミサイルとしては、バッチ1・2では エグゾセMM38（GWS.50）が採用され、単装発射筒4基が艦首甲板に配置された。またバッチ3ではハープーン（GWS.60）に更新され、艦橋構造物後方に4連装発射筒2基が配置された。
バッチ1・2では艦砲は搭載されなかったが、バッチ3では55口径114mm単装砲（4.5インチ砲Mk.8）が復活した。またバッチ1・2で搭載されていたボフォース 56口径40mm機銃はエリコン 75口径30mm機銃により更新された。バッチ3ではゴールキーパー 30mmCIWSが搭載されている。
対潜兵器は3連装短魚雷発射管（バッチ1・2ではSTWS.1、バッチ3ではスティングレイ対応のSTWS.2）のみであり、長距離対潜戦はリンクス中距離魚雷投射ヘリコプターに依存していた。また、後期建造艦では、ウェストランド シーキングやアグスタウェストランド マーリンといったより大型の哨戒ヘリコプターに対応して、ヘリコプター甲板が拡張されている。

## 諸元表
|                   | バッチ1 ブロードソード級                              | バッチ2 ボクサー級                                             | バッチ3 コーンウォール級                              |
| ----------------- | ----------------------------------------------------- | -------------------------------------------------------------- | ----------------------------------------------------- |
| 建造期間          | 1975年 - 1980年                                       | 1979年 - 1986年                                                | 1983年 - 1988年                                       |
| 就役期間          | 1979年 - 1997年                                       | 1983年 - 2002年                                                | 1988年 - 2011年                                       |
| 隻数              | 4隻                                                   | 6隻                                                            | 4隻                                                   |
| 基準排水量        | 3,900トン                                             | 4,250トン                                                      | 4,280トン                                             |
| 満載排水量        | 4,400トン                                             | 4,850トン                                                      | 4,850トン                                             |
| 全長              | 131.2 m                                               | 148.1 m                                                        | 148.1 m                                               |
| 全幅              | 14.75 m                                               | 14.75 m                                                        | 14.75 m                                               |
| 吃水              | 6.1 m                                                 | 6.4 m                                                          | 6.4 m                                                 |
| 機関              | COGOG方式                                             | COGOG方式                                                      | COGAG方式                                             |
| 機関              | タインRM1A×2基 (各4,100 shp)                          | タインRM1C×2基 (各5,340 shp)                                   | タインRM1C×2基 (各5,340 shp)                          |
| 機関              | オリンパスTM3B×2基 (各27,300 shp)                     | オリンパスTM3B×2基 (各27,300 shp)                              | スペイSM1A×2基 (各18,770 shp)                         |
| 機関              | 可変ピッチ・プロペラ×2軸                              |                                                                |                                                       |
| 速力              | 最大30ノット / 巡航18ノット                           | 最大30ノット / 巡航18ノット                                    | 最大30ノット / 巡航18ノット                           |
| 航続距離          | 4,500海里 (18kt巡航時)                                | 7,000海里 (18kt巡航時)                                         | 7,000海里 (18kt巡航時)                                |
| 乗員              | 222人                                                 | 273人                                                          | 250人                                                 |
| 兵装              | 56口径40mm機銃×2基 (75口径30mm機銃に後日換装)         | 56口径40mm機銃×2基 (75口径30mm機銃に後日換装)                  | 55口径114mm単装砲×1基                                 |
| 兵装              | 56口径40mm機銃×2基 (75口径30mm機銃に後日換装)         | 56口径40mm機銃×2基 (75口径30mm機銃に後日換装)                  | ゴールキーパー 30mm CIWS×1基                          |
| 兵装              | 85口径20mm機銃×2基                                    |                                                                |                                                       |
| 兵装              | シーウルフGWS.25短SAM 6連装発射機×2基                 |                                                                |                                                       |
| 兵装              | エグゾセMM38 SSM発射筒×4基                            | エグゾセMM38 SSM発射筒×4基                                     | ハープーンSSM 4連装発射筒×2基                         |
| 兵装              | STWS Mk.1 3連装短魚雷発射管×2基                       | STWS Mk.1 3連装短魚雷発射管×2基                                | STWS Mk.2 3連装短魚雷発射管×2基                       |
| 艦載機            | リンクス×2機もしくはシーキング/マーリンのいずれか×1機 | リンクス×2機もしくはシーキング/マーリンのいずれか×1機          | リンクス×2機もしくはシーキング/マーリンのいずれか×1機 |
| C4I               | CAAIS                                                 | CACS-1                                                         | CACS-5                                                |
| レーダー          | 967/968型 対空・対水上捜索用                          | 967/968型 対空・対水上捜索用                                   | 967/968型 対空・対水上捜索用                          |
| レーダー          | 910型 射撃指揮用×2基                                  | 910型 射撃指揮用×2基 (F92, F93) 911型 射撃指揮用×2基 (F94以降) | 911型 射撃指揮用×2基                                  |
| レーダー          | 1007型 航法用                                         |                                                                |                                                       |
| ソナー            | 2016型 船体装備式                                     | 2016型 船体装備式                                              | 2050型 船体装備式                                     |
| ソナー            | -                                                     | 2031型 曳航式 (後日装備)                                       | 2031型 曳航式 (後日装備)                              |
| 電子戦・ 対抗手段 | UAA-1電波探知装置                                     | UAA-2電波探知装置                                              | UAA-2電波探知装置                                     |
| 電子戦・ 対抗手段 | 670型電波妨害装置                                     | 670型電波妨害装置                                              | 675(2)型電波妨害装置                                  |
| 電子戦・ 対抗手段 | DLC 8連装デコイ発射機×2基                             | DLA 6連装デコイ発射機×4基                                      | DLB 6連装デコイ発射機×4基 (シーナット)                |
| 電子戦・ 対抗手段 | DLC 8連装デコイ発射機×2基                             | DLF 8連装デコイ発射機×2基                                      | DLB 6連装デコイ発射機×4基 (シーナット)                |
| 電子戦・ 対抗手段 | 182型 対魚雷デコイ                                    |                                                                |                                                       |

## 同型艦
|        | イギリス海軍 | イギリス海軍                     | イギリス海軍    | イギリス海軍    | イギリス海軍    | イギリス海軍   | イギリス海軍                         | 退役/再就役後                        | 退役/再就役後                                     | 退役/再就役後                        |
| バッチ | #            | 艦名                             | 起工            | 進水            | 就役            | 退役           | 再就役先                             | #                                    | 艦名                                              | 就役状況                             |
| ------ | ------------ | -------------------------------- | --------------- | --------------- | --------------- | -------------- | ------------------------------------ | ------------------------------------ | ------------------------------------------------- | ------------------------------------ |
| 1      | F88          | ブロードソード HMS Broadsword    | 1975年 2月7日   | 1976年 5月12日  | 1979年 2月21日  | 1995年 3月31日 | ブラジル海軍                         | F46                                  | グリーニャウイ Greenhalgh                         | 退役（2021年8月10日）                |
| 1      | F89          | バトルアクス HMS Battleaxe       | 1976年 2月4日   | 1977年 5月18日  | 1980年 3月28日  | 1996年 8月30日 | ブラジル海軍                         | F49                                  | ハデマーケル Rademaker                            | 現役                                 |
| 1      | F90          | ブリリアント HMS Brilliant       | 1977年 3月25日  | 1978年 12月15日 | 1981年 5月15日  | 1996年 8月     | ブラジル海軍                         | F47                                  | ドッジツバールト Dodsworth                        | 退役（2005年）                       |
| 1      | F91          | ブラーゼン HMS Brazen            | 1978年 8月18日  | 1980年 3月4日   | 1982年 7月2日   | 1996年 8月30日 | ブラジル海軍                         | F48                                  | ボジージオ Bosísio                                | 退役（2015年9月）                    |
| 2      | F92          | ボクサー HMS Boxer               | 1979年 11月1日  | 1981年 6月17日  | 1983年 12月22日 | 1999年 8月4日  | 実艦標的として海没処分（2004年8月）  | 実艦標的として海没処分（2004年8月）  | 実艦標的として海没処分（2004年8月）               | 実艦標的として海没処分（2004年8月）  |
| 2      | F93          | ビーバー HMS Beaver              | 1980年 6月20日  | 1982年 5月8日   | 1984年 12月13日 | 1999年 5月1日  | スクラップとして売却                 | スクラップとして売却                 | スクラップとして売却                              | スクラップとして売却                 |
| 2      | F94          | ブレイヴ HMS Brave               | 1982年 5月24日  | 1983年 11月19日 | 1986年 7月4日   | 1999年 3月23日 | 実艦標的として海没処分（2004年 8月） | 実艦標的として海没処分（2004年 8月） | 実艦標的として海没処分（2004年 8月）              | 実艦標的として海没処分（2004年 8月） |
| 2      | F95          | ロンドン HMS London              | 1983年 2月7日   | 1984年 10月27日 | 1987年 6月5日   | 1999年 1月14日 | ルーマニア海軍                       | F222                                 | レヂーナ・マリア Regina Maria                     | 現役                                 |
| 2      | F96          | シェフィールド HMS Sheffield     | 1984年 3月29日  | 1986年 3月26日  | 1988年 7月26日  | 2002年 11月5日 | チリ海軍                             | FF-19                                | アルミランテ・ウィリアムズ CNS Almirante Williams | 現役                                 |
| 2      | F98          | コヴェントリー HMS Coventry      | 1984年 3月29日  | 1986年 4月8日   | 1988年 10月14日 | 2002年 1月17日 | ルーマニア海軍                       | F221                                 | レヂェーレ・フェルディナンド Regele Ferdinand     | 現役                                 |
| 3      | F99          | コーンウォール HMS Cornwall      | 1983年 12月14日 | 1985年 10月14日 | 1988年 4月23日  | 2011年 6月30日 | 退役状態                             | 退役状態                             | 退役状態                                          | 退役状態                             |
| 3      | F85          | カンバーランド HMS Cumberland    | 1984年 10月12日 | 1986年 6月21日  | 1989年 6月10日  | 2011年 6月23日 | 退役状態                             | 退役状態                             | 退役状態                                          | 退役状態                             |
| 3      | F86          | キャンベルタウン HMS Campbeltown | 1985年 12月4日  | 1987年 10月7日  | 1989年 5月27日  | 2011年 4月7日  | 退役状態                             | 退役状態                             | 退役状態                                          | 退役状態                             |
| 3      | F87          | チャタム HMS Chatham             | 1986年 5月12日  | 1988年 1月20日  | 1990年 5月4日   | 2011年 2月8日  | 退役状態                             | 退役状態                             | 退役状態                                          | 退役状態                             |